# Livet hemmavid
Livet hemmavid är en tecknad serie skapad av Tobias Sjölund 2002. Den hade debut i 91:an nummer 18 2002. Serien handlar om Allan och hans familj bestående av honom själv, sonen Pelle, frun Monika och deras hund Biff. Även hans föräldrar och hans kompis Kenta förekommer i serien, som går som en biserie i serietidningen 91:an. Andra personer som ofta förekommer är Allans farfar och även personen "Bulan" har funnits med i vissa serier. Det finns även också två små grannungar som funnits med i serien ett par gånger.
Livet hemmavid fick även ett eget julalbum under julen 2009. Detta bekräftades av 91:an-tidningens redaktör Björn Ihrstedt i nummer 12 2009. 

## Huvudpersoner
Allan, pappan i familjen är en lat person och har en rätt deprimerande personlighet. Han lever tillsammans med sin fru Monika som man egentligen inte vet så mycket om förutom att hon verkar vara raka motsatsen till Allan. Sonen Pelle vet man heller inte så mycket om utom att han är lika lat och oförskämd som sin far, Allan. 
Serien har, enligt manusförfattare och ansvarige för 91:ans insändarsida "Ställ 91:an mot väggen", ingen egentlig handling utan är bara till för att framlocka skratt.

## Historik
Seriens skapare Tobias Sjölund vann en teckningstävling 2002 i 91:an och fick på så sätt in en fot i serievärlden och har sedan dess tecknat 91:an-serier, Livet hemmavid samt serien Axplock som finns i tidningen Uti vår hage. Livet hemmavid uppkom i samband med att Krister Peterssons Uti vår hage fick en egen tidning 2002 och därmed upphörde med sina serier i 91:an-tidningen.